# Сибирский тракт (Екатеринбург)

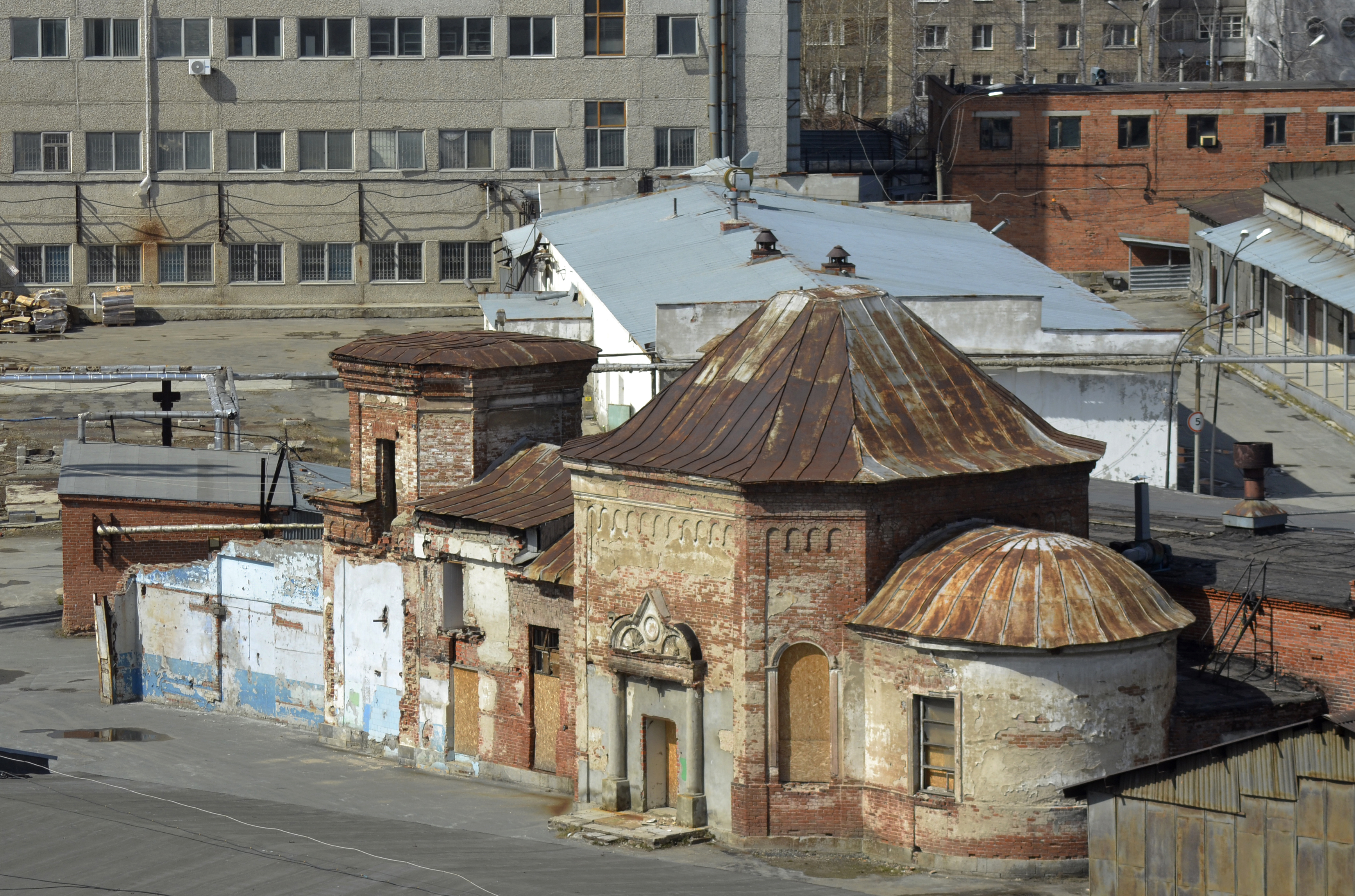
Михайловская церковь на территории кондитерской фабрики

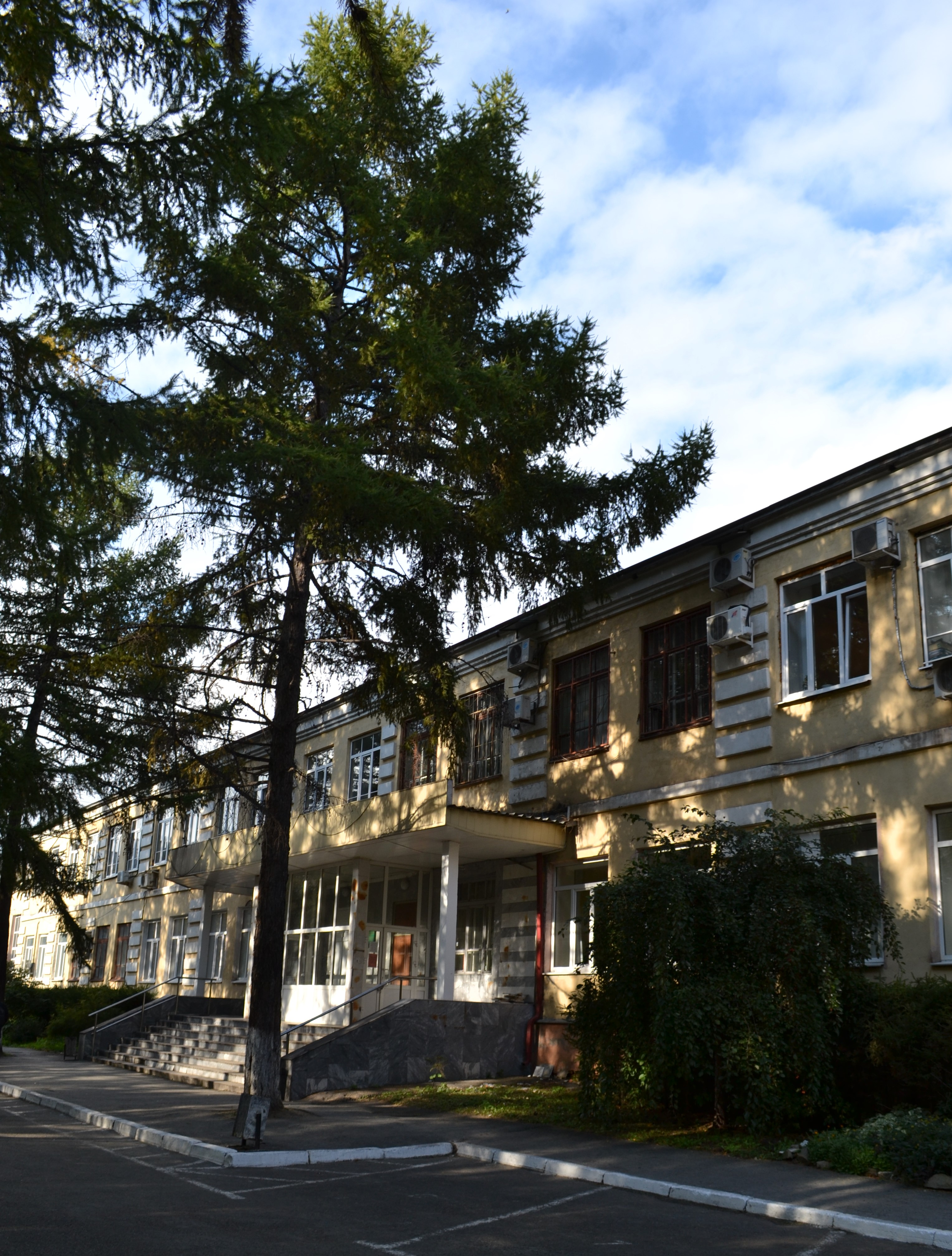
Павильон механизации УГЛТУ

Сибирский тракт — улица в Октябрьском районе Екатеринбурга, в прошлом часть почтового Сибирского тракта. Расположена в жилых микрорайонах Сибирский, Лечебный, Компрессорный, Птицефабрика.

## Расположение и благоустройство
Начинается Сибирский тракт от улицы Восточной. На своём начальном участке он проходит параллельно улице Куйбышева (с северо-запада на восток-юго-восток), далее трассировка начинает петлять по рельефу, то удаляясь, то приближаясь к железнодорожной ветке на Каменск-Уральский, соединяя ряд бывших посёлков между собой. В зоне жилой застройки микрорайона Птицефабрика улица прерывается, сменяясь Варшавской улицей (длиной около 800 м), после выхода из жилой застройки опять продолжается под названием Сибирского тракта. На заключительном отрезке, после примыкания к своему дальнейшему историческому продолжению (улицам Трактовой и Реактивной посёлка Малый Исток), Сибирский тракт пересекает ЕКАД, заканчиваясь проездом к садовому товариществу у аэропорта Кольцово. Общая протяжённость улицы более 13 километров.

## История
В первой половине XIX века на левой стороне тракта располагались два кладбища: Единоверческое и Спасское старообрядческое. На территории кладбищ были построены Михайловская единоверческая (Коробковская) церковь (1842) и старообрядческая часовня. Руины обеих церквей оказались на территории кондитерской фабрики «Конфи», построенной в 1952—1967 годах, и были обстроены фабричными зданиями).
В конце XIX века появилась промышленная застройка на правой стороне: кузницы, стеариновый и химический завод братьев Ошурковых. Жилая застройка на улице возникла вблизи железнодорожных станций Путёвка, Чапаевская, Лечебная, а также на дачных участках именитых горожан (Агафуровские и Архиерейские дачи).
В 1950-х—1960-х годах улица носила название Сибирского шоссе, но оно не прижилось.

## Достопримечательности
К достопримечательностям улицы (Сибирский тракт, № 37) относятся комплекс зданий Уральской государственной лесотехнического университета, где в 1964—1976 работал селекционер-биохимик Л. И. Вигоров. Вблизи посёлка Кольцово находится реконструированное здание церкви Сергия Радонежского.